# Acropyga borgmeieri
Acropyga borgmeieri é uma espécie de formiga do gênero Acropyga, pertencente à subfamília Formicinae.